# Constantin Bogaïevski
Pour les articles homonymes, voir Bogaïevski.
Constantin Bogaïevski (en russe : Константин Богаевский), né le 12 janvier 1872 (24 janvier dans le calendrier grégorien) à Théodosie et mort le 17 février 1943 dans cette même ville, est un peintre russe et ukrainien de l'âge d'argent. Il appartient au courant symboliste et à l'école de peinture de Cimmérie.
Il est découvert en 1903 par Maximilian Volochine, qui lui consacre une série d'articles à partir de 1907 et contribue à le faire connaître du grand public.
Il fit partie de l'association Mir iskousstva (1911-1915).

## Galerie d'images

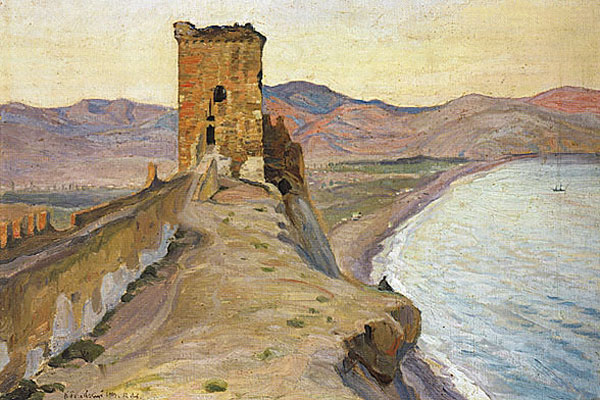
La Tour du Consul à Soudak. 1903.
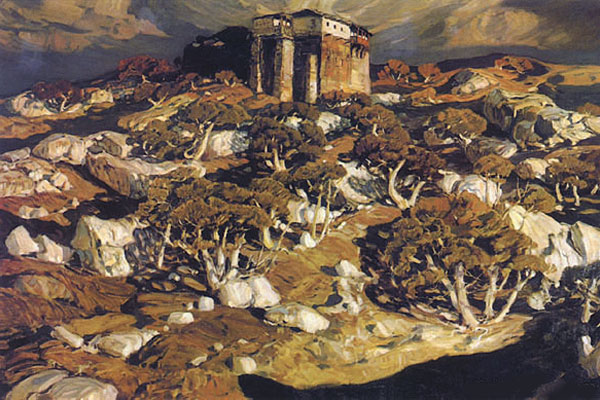
La vieille Crimée. 1903.
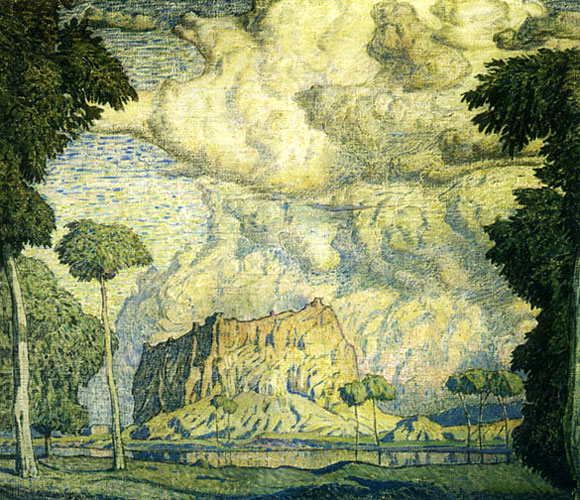
Paysage tropical. 1906.
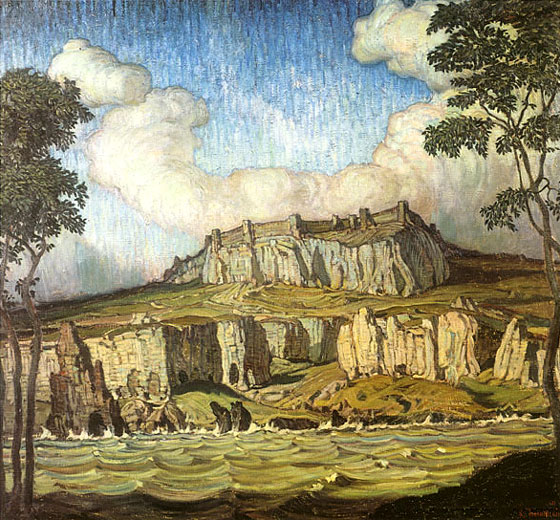
Littoral. 1907.
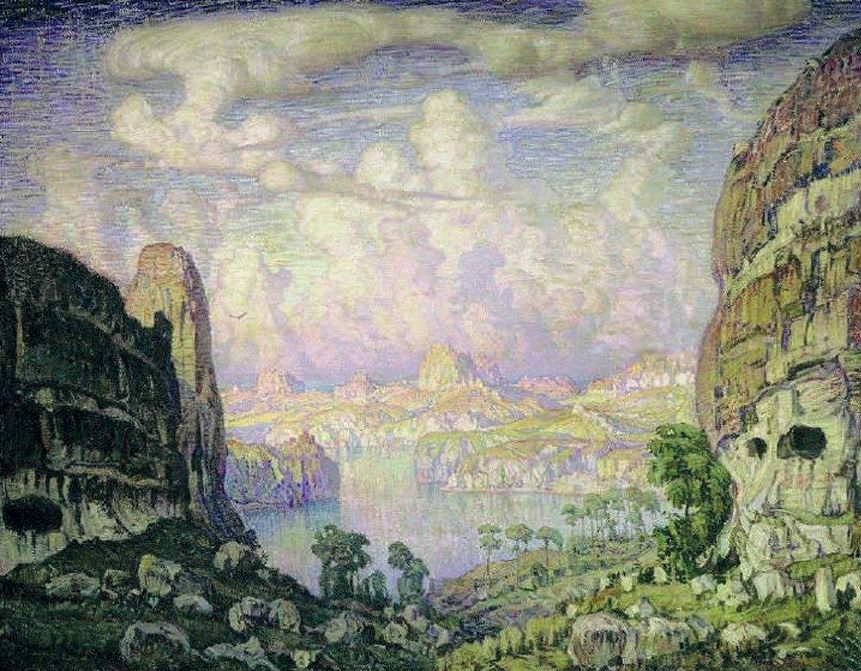
Pays du sud. Ville caverneuse.. 1908.
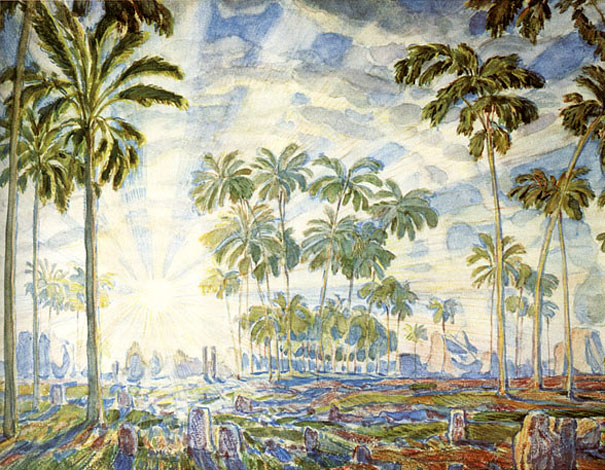
Palmiers. 1908.
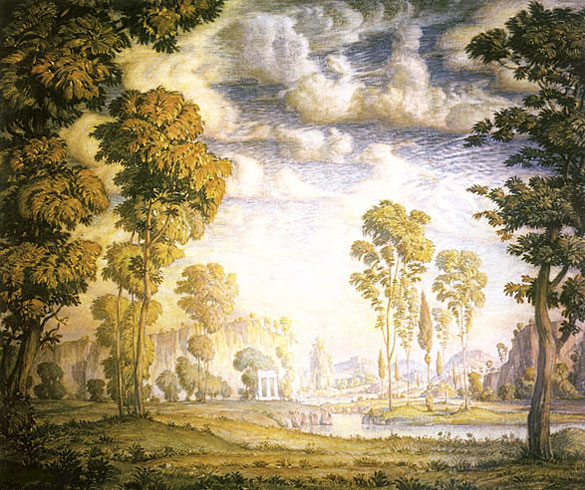
Matin. 1910.
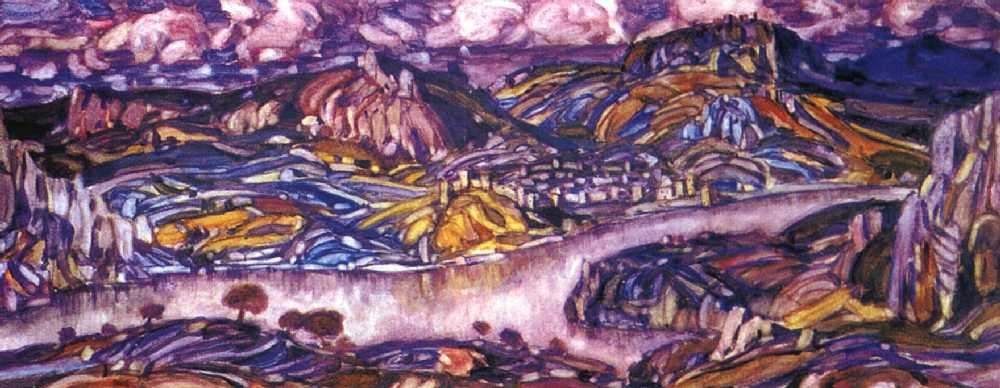
Crépuscule cimmérien. 1911
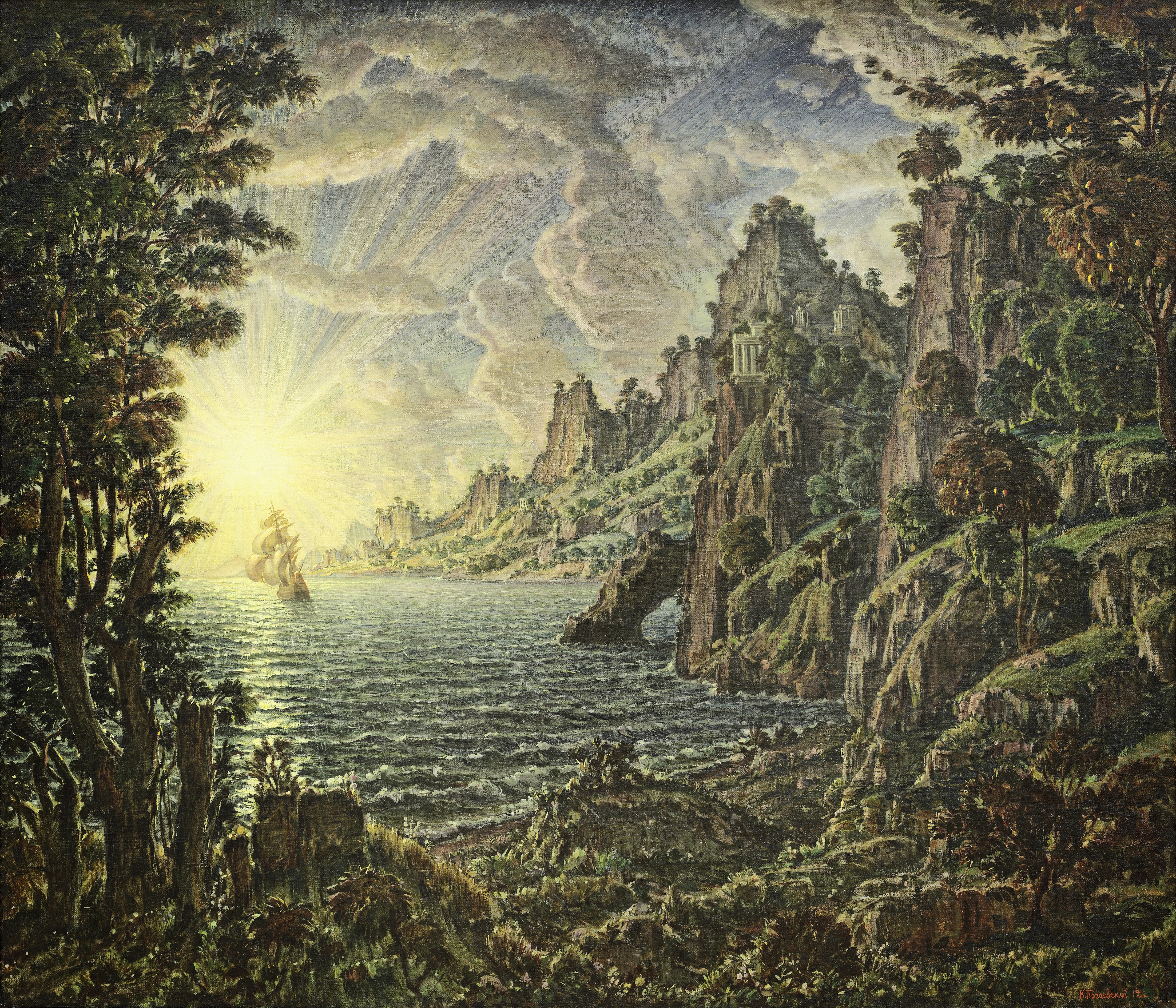
Bateaux. Soleil vespéral. 1912.